# 시안 셴양 국제공항
시안 셴양 국제공항(중국어: 西安咸阳国际机场, 병음: Xī'ān Xiányáng Guójì Jīchǎng, IATA: XIY, ICAO: ZLXY)은 중화인민공화국 산시성 시안시 서북부의 셴양시에 있는 공항이다. 면적 5km2로 중국 서북 지방에서 가장 큰 공항이다. 중화인민공화국의 서부 대개발로 여객 및 화물 수송이 급속이 증가하고 있다. 2002년에 중국서북항공이 중국동방항공에 합병되기 전까지 중국서북항공의 허브 공항에 속했다. 현재 국내선과 국제선 노선을 통틀어 79개 노선이 운항 중이다. 시안공항은 여객터미널의 경우 2터미널과 3터미널로 나뉘어 운영되고 있으며 터미널에 따라 항공사 체크인 카운터가 달리 있으므로 유의하여야 한다.

## 역사
- 1984년 : 국무원과 중앙 군사 위원회에서 공군의 함양 비행장 김병지에 대형 민간 공항 건설을 결정
- 1987년 8월 : 제1기 공사 착공
- 1991년 9월 : 하루 제1기 공사 완공, 개항, 동시에 시안 서관 공항은 폐쇄된다
- 2000년 8월 : 제2기 공사 착공. 공사 비용의 일부는 엔화 차관으로 조달
- 2003년 9월 16일 : 제2기 공사 완성
- 2007년 9월 12일 : 3년 가까이 폐쇄한 구 터미널이 제1터미널로 이용 재개

## 운항 노선

### 국제선
| 항공사             | 목적지 |
| ------------------ | --- |
| 중국동방항공       | 서울(인천), 도쿄(나리타), 오사카(간사이), 나고야(주부), 오키나와, 홍콩, 타이페이(도원), 방콕(수완나품), 델리, 시드니, 싱가포르, 모스크바(셰레메티예보), 프랑크푸르트, 파리(샤를 드 골), |
| 하이난 항공        | 타이페이(도원), 로마(피우미치노), 도쿄(나리타), 파리(샤를 드 골), 시애틀 |
| 쓰촨 항공          | 오사카(간사이) |
| 심천항공           | 방콕(수완나품) |
| 샤먼항공           | 싱가포르 |
| 스프링 항공        | 오사카(간사이), 이바라키 |
| 오케이 항공        | 방콕(수완나품) |
| 대한항공           | 서울(인천) |
| 아시아나항공       | 서울(인천) |
| 에어부산           | 부산(김해) |
| 진에어             | 제주 |
| 중화항공           | 타이페이(도원) |
| 유니 항공          | 타이페이(도원) |
| 캐세이 드래곤 항공 | 홍콩 |
| 일본항공           | 도쿄(나리타) |
| 오리엔트 타이 항공 | 푸껫 |
| 타이 에어아시아 X  | 방콕(돈므앙) |
| 에어아시아 X       | 쿠알라룸푸르 |
| 비엣제트 항공      | 냐짱 |
| 몰디브 항공        | 말레 |

### 국내선
| 항공사             | 목적지 |
| ------------------ | --- |
| 중국국제항공       | 베이징(서우두), 청두, 구이린, 항저우, 상하이(푸둥), 우루무치, 인촨 |
| 중국동방항공       | 베이징(서우두), 청두, 충칭, 다용, 구이린, 하이커우, 항저우, 쿤밍, 란저우, 라싸, 난창, 난징, 칭다오, 싼야, 상하이(푸둥), 선전, 우루무치, 우시, 인촨, 위린                       |
| 중국남방항공       | 창사, 청두, 다롄, 광저우, 충칭, 항저우, 하얼빈, 지난, 칭다오, 싼야, 상하이(푸둥), 선양, 선전, 타이위안, 우루무치, 우한, 시닝, 인촨, 우이                                       |
| 쓰촨 항공          | 청두 |
| 샤먼 항공          | 창사, 충칭, 푸저우, 항저우, 난창, 톈진, 우한, 우이산, 인촨 |
| 하이난 항공        | 베이징(서우두), 창사, 청두, 충칭, 푸저우, 광저우, 구이양, 하이커우, 항저우, 쿤밍, 란저우, 난징, 칭다오, 싼야, 상하이(푸둥), 선전, 우루무치, 우한, 샤먼, 인촨                   |
| 베이징 캐피탈 항공 | 싼야 |
| 군요 항공          | 상하이(훙차오) |
| 럭키 항공          | 쿤밍, 우루무치 |
| 산둥 항공          | 지난 |
| 상하이 항공        | 자위관, 란저우, 상하이(푸둥), 시닝 |
| 선전 항공          | 광저우, 란저우, 난징, 선전, 시닝, 인촨 |
| 춘추항공           | 상하이(푸둥), 선양 |
| 조이 에어          | 베이징(서우두), 광저우, 상하이(푸둥) |
| 쿤팡 항공          | 창춘, 둔황, 푸저우, 하이라얼, 하이페이, 후허하오터, 황염, 자위관, 란저우, 린이, 만저우리, 난징, 난닝, 친황다오, 스좌장, 타이위안, 톈진, 우한, 우저우, 샹판, 옌타이, 인촨, 위린 |

## 같이 보기
- 중화인민공화국의 공항 목록